# Кудряев, Владимир Георгиевич
Владимир Георгиевич Кудряев (3 июня 1899, Рогачёв, Рогачёвский уезд, Могилёвская губерния, Российская империя — 25 марта 1963) — советский государственный и партийный деятель, член Политбюро ЦК КП(б) Беларуси (1947), 1-й заместитель председателя Совета Министров Белорусской ССР (1950—1952).

## Биография
В 1920—1921 гг. — заведующий лесным хозяйством в родном городе, в 1925 вступил в ВКП(б). С 1925 года — председатель областного совета профсоюза работников пищевой промышленности в Бобруйске, позже ответственный секретарь областного совета профсоюзов в Бобруйске, ответственный секретарь Центрального правления Белорусского республиканского союза химиков, член Коллегии Народного комиссариата снабжения Белорусской ССР. В 1933—1936 гг. — начальник политотдела совхоза, затем инструктор и секретарь районного комитета КП(б)Б в Паричах, в 1938—1940 гг. — заместитель начальника организационно-инструкторского отдела ЦК КП(б)Б, одновременно 2-й секретарь областного комитета КП(б)Б в Минске. С 20 мая 1940 по 15 февраля 1949 гг. — заместитель члена ЦК КП(б)Б, с 1940 по январь 1940 — 1-й секретарь Полесского областного комитета КП(б)Б, с января 1941 года по 20 июля 1944 года — 1-й секретарь областного комитета КП(б)Б в Белостоке, в 1941—1942 гг. — 3-й секретарь, а в 1942—1943 гг. — 2-й секретарь Чкаловского областного комитета КПСС. С 20 июля 1944 по июль 1950 — 1-й секретарь областного комитета КП(б)Б в Витебске, с 16 февраля по 6 июня 1947 г. — член политбюро ЦК КП(б)Б; с 18 февраля 1949 года по 17 февраля 1960 года — член ЦК КП(б)Б/КПСС. С июля 1950 по 1952 год — 1-й заместитель председателя совета Министров Белорусской ССР, в 1952—1956 годах — заместитель председателя Совета Министров Белорусской ССР, в 1956—1958 года — министр сельского хозяйства Белорусской ССР.

## Награды
- Орден Ленина (1 ноября 1944)